# John Barber (Rennfahrer)
John David Barber (* 22. Juli 1929 in Little Marlow; † 4. Februar 2015 in Palma de Mallorca) war ein britischer Automobilrennfahrer, der in verschiedenen Rennserien und unter anderem auch in der Formel 1 Rennen gefahren ist.

## Karriere

### Verschiedene Rennserien
Barber arbeitete als Fischhändler und begann als Amateur kurz nach dem Zweiten Weltkrieg Rennen zu fahren. 1952 fuhr er mit Fahrzeugen der britischen Marke Cooper in der englischen Formel-2-Meisterschaft. 1953 fuhr er mit einem Golding-Cooper MK1 bei der britischen Empire Trophy auf der Isle of Man und war an einem schweren Unfall beteiligt, bei dem sein Landsmann James Nelson den Tod fand. Auch John Barber wurde bei diesem Unfall schwer verletzt und zog sich infolgedessen aus dem Rennsport zurück. Am Ende der Saison verkaufte Barber seinen Rennwagen. Er fühlte sich an dem Unfall und dem daraus resultierenden Todesfall schuldig, obwohl es nicht der Wahrheit entsprach.

### In der Formel 1
Am 18. Januar 1953 fuhr er im Alter von 23 Jahren seinen ersten und einzigen Formel-1-Grand-Prix und erreichte beim Großen Preis von Argentinien, der von mehreren Todesfällen überschattet wurde, Platz acht, nachdem er im Qualifying Rang 16 belegt hatte. Bei seinem einzigen Formel-1-Rennen fuhr er für das Team Cooper-Climax. Barber überquerte nach einer Rennzeit von 3:01:40,6 Stunden die Ziellinie, einen Platz vor seinem Teamkollegen Alan Brown, der als neunter und letzter Fahrer ins Ziel kam, nachdem sieben Fahrer während des Rennens ausgeschieden waren.

### Nach der Rennfahrerkarriere
Nach dem folgenschweren Unfall bei der Empire Trophy auf der Isle of Man fuhr Barber nur noch vereinzelt Rennen. Seinen Ruhestand verbrachte er am Mittelmeer.

## Statistik

### Statistik in der Automobil-Weltmeisterschaft

#### Gesamtübersicht
| Saison | Team               | Chassis    | Motor          | Rennen | Siege | Zweiter | Dritter | Poles | schn. Rennrunden | Punkte | WM-Pos. |
| ------ | ------------------ | ---------- | -------------- | ------ | ----- | ------- | ------- | ----- | ---------------- | ------ | ------- |
| 1953   | Cooper Car Company | Cooper T23 | Bristol 2.0 L6 | 1      | −     | −       | −       | −     | −                | −      | NC      |
| Gesamt | Gesamt             | Gesamt     | Gesamt         | 1      | −     | −       | −       | −     | −                | −      |         |

#### Einzelergebnisse
| Saison | 1 | 2 | 3 | 4 | 5 | 6 | 7 | 8 | 9 |
| ------ | - | - | - | - | - | - | - | - | - |
| 1953   |   |   |   |   |   |   |   |   |   |
| 8      |   |   |   |   |   |   |   |   |   |

| Legende  | Legende            | Legende                                                          |
| Farbe    | Abkürzung          | Bedeutung                                                        |
| -------- | ------------------ | ---------------------------------------------------------------- |
| Gold     | –                  | Sieg                                                             |
| Silber   | –                  | 2. Platz                                                         |
| Bronze   | –                  | 3. Platz                                                         |
| Grün     | –                  | Platzierung in den Punkten                                       |
| Blau     | –                  | Klassifiziert außerhalb der Punkteränge                          |
| Violett  | DNF                | Rennen nicht beendet (did not finish)                            |
| Violett  | NC                 | nicht klassifiziert (not classified)                             |
| Rot      | DNQ                | nicht qualifiziert (did not qualify)                             |
| Rot      | DNPQ               | in Vorqualifikation gescheitert (did not pre-qualify)            |
| Schwarz  | DSQ                | disqualifiziert (disqualified)                                   |
| Weiß     | DNS                | nicht am Start (did not start)                                   |
| Weiß     | WD                 | zurückgezogen (withdrawn)                                        |
| Hellblau | PO                 | nur am Training teilgenommen (practiced only)                    |
| Hellblau | TD                 | Freitags-Testfahrer (test driver)                                |
| ohne     | DNP                | nicht am Training teilgenommen (did not practice)                |
| ohne     | INJ                | verletzt oder krank (injured)                                    |
| ohne     | EX                 | ausgeschlossen (excluded)                                        |
| ohne     | DNA                | nicht erschienen (did not arrive)                                |
| ohne     | C                  | Rennen abgesagt (cancelled)                                      |
| ohne     | keine WM-Teilnahme |                                                                  |
| sonstige | P/fett             | Pole-Position                                                    |
| sonstige | 1/2/3/4/5/6/7/8    | Punktplatzierung im Sprint-/Qualifikationsrennen                 |
| sonstige | SR/kursiv          | Schnellste Rennrunde                                             |
| sonstige | *                  | nicht im Ziel, aufgrund der zurückgelegten Distanz aber gewertet |
| sonstige | ()                 | Streichresultate                                                 |
| sonstige | unterstrichen      | Führender in der Gesamtwertung                                   |